# Ibni Oumar Mahamat Saleh
Pour les articles homonymes, voir Saleh.
Ibni Oumar Saleh est un universitaire et homme politique tchadien, né le 31 décembre 1949.

Depuis la fin des années 1990 et jusqu'à sa disparition en 2008, il a été le porte-parole de l'opposition au pouvoir en place au Tchad.

## Formation
Il est né le 31 décembre 1949 à Biltine, chef-lieu de la région de Wadi Fira dans l'est du Tchad. Après des études supérieures de mathématiques à Orléans, il devient en 1978 docteur de l’Université d'Orléans. Il a été chercheur et professeur de mathématiques à l’Université de Ndjamena, et à l’initiative d’échanges inter-universitaires entre la France et le Tchad.

## Parcours politique
Sous la présidence d'Hissène Habré,  il a été ministre, notamment de l'Enseignement supérieur et de la recherche, et ministre du Plan et de la coopération.
Après l'arrivée au pouvoir du président Idriss Déby, il est nommé recteur de l'Université de Ndjamena, tout en conservant des fonctions ministérielles (Coopération). 

## Parti pour les Libertés et le Développement
En 1993, il fonde un parti politique, le PLD (Parti pour les Libertés et le Développement). Il est démis de ses fonctions de ministre du Plan et de la coopération le 17 mai 1994 par Déby.
Secrétaire général du Parti pour les Libertés et le Développement (PLD) et porte-parole de la coalition de l'opposition tchadienne CPDC (Coordination des Partis Politiques pour la Défense de la Constitution), Ibni Oumar Mahamat Saleh devient l'une des figures de l’opposition démocratique au régime du président Idriss Déby.

## Arrestation et disparition
Ibni Oumar Mahamat Saleh a été enlevé le 3 février 2008 à son domicile par des militaires tchadiens. À cette date avait lieu la courte mais violente bataille de N'Djamena, lors de la Guerre civile tchadienne (2005-2010). C'est après une attaque avortée des forces rebelles sur la capitale N'Djamena que  les forces gouvernementales ont arrêté plusieurs leaders de l'opposition n'appartenant pas aux forces rebelles. Parmi eux figurait Ibni Oumar Mahamat Saleh, ainsi que l'opposant tchadien Ngarlejy Yorongar. Ce dernier, début mars 2008 à Paris, affirmait craindre qu'Ibni Oumar Mahamat Saleh ne soit "mort".

Selon une enquête du Média en 2020, Mahamat Ismaïl Chaïbo, alors cadre dirigeant de l’Agence nationale de sécurité, aurait transféré dans la nuit du 3 au 4 février 2008 le corps torturé encore en vie d’Ibni Saleh de son lieu de détention, dépendant de la Direction des Renseignement Généraux dans le quartier Farcha de N'Djaména, à la présidence de la république. Là, Idriss Déby aurait organisé le secret en refusant le transfert de Saleh à l’hôpital. Saleh serait mort pendant la nuit ; et le discours officiel sur le sort de l’opposant sera constant : « Nous le recherchons ».

## Commission d'enquête
À la suite d'une mobilisation internationale, une commission d'enquête tchadienne a été mise en place, qui a conclu en septembre 2008 qu'Ibni Saleh était selon toute vraisemblance "décédé",,.

Pour faire avancer une commission d'enquête internationale et véritablement indépendante, Jean-Pierre Sueur, sénateur du Loiret,  a déposé en 2011 une question écrite demandant la déclassification des documents diplomatiques relatifs aux évènements de février 2008. En effet, la présence militaire au Tchad a joué un rôle de soutien logistique aux forces du président Déby lors de la bataille de Ndjamena. Il est difficile cependant pour les autorités françaises de faire pression sur celui à qui le crime profite, en particulier depuis que la France dans son engagement militaire au Mali en janvier 2013 opère notamment à partir du Tchad.
Début 2013, peu d'information significative est disponible sur le sort d'Ibni Saleh depuis les jours qui ont suivi son enlèvement, malgré les efforts d'hommes politiques, ou d'organisations venues au soutien de l'opposant et de ses proches,,.
En juillet 2018, dans une question écrite à Jean-Yves Le Drian, Jean-Pierre Sueur rappelle les termes de la résolution tendant à inciter le gouvernement français à remplir les obligations que lui donnent les recommandations de la commission d'enquête tchadienne. 

Le sénateur rappelle au ministre de l'Europe et des Affaires étrangères que :
- la commission d'enquête a considéré que la disparition forcée d'Ibni Oumar Mahamat Saleh est imputable à l'État tchadien ;
- la commission recommande au gouvernement de :

- poursuivre impérativement les recherches et
- donner une suite judiciaire en vue de faire définitivement la lumière sur le cas de la disparition forcée d'Ibni Saleh ;
- le gouvernement est prié d'instituer un comité restreint de suivi ;
- enfin, selon la résolution, « la France est en droit d'exercer [...] de pressantes démarches auprès des autorités tchadiennes afin qu'elles se conforment à la lettre aux obligations signalées par la commission d'enquête ».

Alors qu'après plus de dix ans, la « disparition » d'Ibni Oumar Mahamat Saleh reste inexpliquée, et que ses responsables n'ont été ni identifiés, ni donc jugés ni sanctionnés, le sénateur demande au ministre de bien vouloir lui exposer ce qui a été fait, ce qui est fait et ce qu'il compte faire pour mettre effectivement en œuvre les termes de la résolution adoptée à l'unanimité par l'Assemblée nationale.

Le 1er novembre 2018, en réponse, Jean-Yves Le Drian assure notamment que La France continue d'appeler de ses vœux la manifestation de la vérité sur le sort de M. Ibni Oumar Mahamat Saleh.

## Actions en justice
2012 : Un rapport commandé par l'Union européenne, qui dénonce la corruption et les conditions d'enquête (obstruction) sur la mort d'Ibni Saleh, estime possible le lancement d'une procédure internationale.
Le 7 février 2012, la famille d’Ibni Oumar Mahamat Saleh a déposé plainte devant le Tribunal de grande instance de Paris pour enlèvement, séquestration, torture et autres peines ou traitements cruels, inhumains ou dégradants ; une première décision, confirmée en juin 2013 par la chambre de l'instruction de la cour d'appel de Paris, autorise une enquête sur la disparition du porte-parole de l'opposition.
En 2013, la politique française en Afrique ayant eu recours aux forces tchadiennes, l'action en justice portée devant le TGI de Paris a mis François Hollande dans l'embarras,.
À la suite de la demande de déclassification de documents émise par les magistrats chargés de la procédure en France, le ministre de la Défense a déclassifié les documents sollicités par les juges.

### Hommage
En 2009, les sociétés savantes de mathématiques SMF, SMAI et SFdS ont créé un prix Ibni Oumar Mahamat Saleh, annuel, à sa mémoire. Il est attribué à un(e) jeune mathématicien(ne) d’Afrique Centrale ou de l’Ouest et finance un séjour scientifique de quelques mois,. Ces mêmes membres de la communauté scientifique responsables du prix Ibni Oumar Mahamat Saleh ont mis une pétition en ligne, par laquelle ils demandent la vérité sur le sort d'Ibni Saleh aux présidents de la république française et de la république du Tchad.
En février 2008, Camille de Vitry réalisa un reportage sur la manifestation place de la Concorde à Paris, de la famille et des proches d'Ibni Saleh réclamant la vérité sur son sort.
Un manuel de mathématiques intitulé les Théorèmes d'Ibni lui a été dédié par son fils cadet Mohamed Saleh Ibni Oumar, lui-même mathématicien.